# تحمل محیطی
در مبحث ایمنی‌شناسی، تحمل محیطی (انگلیسی: Peripheral tolerance) پس از تحمل مرکزی دومین شاخه از پدیده تحمل ایمنی که پس از خروج لنفوسیت‌های تی و بی از اندام‌های لنفاوی اولیه رخ می‌دهد. هدف اصلی این سازوکار تضمین عدم شکل‌گیری پدیده خودایمنی است که ممکن است توسط سلول‌های تی و بی‌ای است که از روند تحمل مرکزی گریخته‌اند، رخ دهد. تحمل محیطی همچنین می‌تواند در جلوگیری از ایجاد پاسخ به آنتی‌ژن‌ها وو آلرژن‌های بی‌ضرر غذا نقش داشته باشد.